# Артюшин, Анатолий Алексеевич
Анатолий Алексеевич Артюшин (13 июня 1938 — 1 мая 2021) — российский учёный в области комплексной механизации животноводства, член-корреспондент РАСХН (1999), член-корреспондент РАН (2014).

## Биография
Родился 13 июня 1938 года в совхозе им. Масленникова Хворостянского района Куйбышевской области. Окончил Куйбышевский СХИ (1961).
- 1961—1962 — старший инженер, директор опытно-показательного хозяйства Куйбышевского СХИ,
- 1962—1963 — зав. отделом механизации Куйбышевской областной с.-х. опытной станции.
- 1963—1967 — аспирант, с 1966 старший научный сотрудник НИИСХ Юго-Востока.
- 1967—1982 — старший научный сотрудник, заведующий лабораторией (1969—1977), заместитель директора по научной работе (с 1977) Центрального НИИ механизации и электрификации животноводства.
- 1982—1992 — заместитель директора по научной работе (1982—1992) Всероссийского н.-и. и проектно-технологического института механизации животноводства.
- 1992—2007 — заведующий отделом, заместитель академика-секретаря (1992—1998), учёный секретарь (1998—2003), академик — секретарь (2003—2007) Отделения механизации, электрификации и автоматизации РАСХН.
- с 2007 г. главный научный сотрудник ВНИИ механизации сельского хозяйства.

Доктор технических наук (1990), профессор (1991), член-корреспондент РАСХН (1999), член-корреспондент РАН (2014). Специалист в области комплексной механизации животноводства.
Один из разработчиков 17 типовых проектов животноводческих объектов.
Награждён орденом «Знак Почёта» (1973), 4 медалями.
Опубликовал более 200 научных трудов, в том числе 26 книг и брошюр, из них 6 монографий. Получил 35 авторских свидетельств и патентов на изобретения.
Книги
- Рекомендации по внедрению оборудования для индустриальных технологий в свиноводстве / соавт.: Н. Г. Шамов и др.; АгроНИИТЭИИТО. — М., 1987. — 101 с.
- Система технологий и машин для сельскохозяйственного производства России и малотоннажной переработки сельхозпродукции: принципы построения, методика разработки и управления, федеральный и региональные аспекты / соавт.: Н. В. Краснощёков и др.; НИИ информ. и техн.-экон. исслед. по инж.-техн. обеспечению агропром. комплекса. — М., 1994. — 264 с.
- Блочно-модульные принципы создания сельскохозяйственной техники / соавт.: Н. В. Краснощёков и др.; НИИ информ. и техн.-экон. исслед. по инж.-техн. обеспечению агропром. комплекса. — М., 1998. — 102 с.
- Федеральный регистр технологий технического сервиса сельскохозяйственной техники и транспортных средств: система технологий / соавт.: Н. В. Краснощёков и др.; НИИ информ. и техн.-экон. исслед. по инж.-техн. обеспечению агропром. комплекса. — М., 1999. — 107 с.
- Механизированные технологии складской переработки минеральных удобрений / соавт.: В. А. Рычков, В. Ф. Салынский; Всерос. НИИ механизации агрохим. и материал.- техн. обслуживания сел. хоз-ва. — М., 2002. — 128 с.
- Система использования техники в сельскохозяйственном производстве: построение эффектив. машин пр-ва продукции / соавт.: Н. В. Краснощёков и др. — М.: Росинформагротех, 2003. — 519 с.
- Нормативные требования по безопасному применению жидкого аммиака и аммиачной воды / соавт.: В. А. Колесникова и др.; ГНУ Науч.- исслед., конструкт. и проектно-технол. ин-т жидких удобрений. — М., 2006. — 64 с.
- Агроинженерная наука России: становление, современное состояние, стратегия развития: к 100-летию создания Бюро по сельскохозяйственной механике (1907—2007) / соавт.: Ю. Ф. Лачуга и др. — М.: Росинформагротех, 2007. — 622 с.
- Агропромышленный комплекс Красноярского края: проблемы и приоритетные направления развития / соавт.: В. И. Фисинин и др.; Краснояр. гос. аграр. ун-т. — Красноярск, 2008. — 288 с.
- Система машин и технологий для комплексной механизации и автоматизации сельскохозяйственного производства на период до 2020 г.: в 2 т. / соавт.: В. П. Елизаров и др.; ГНУ Всерос. НИИ механизации сел. хоз-ва. — М., 2012. — 503 с.